# Michael Timm (Sänger)
Michael Timm (* 7. Januar 1954 in Gütersloh) ist ein deutscher Bassbariton.

## Leben
Michael Timm studierte Schulmusik, Gesang und Posaune in Detmold an der Nordwestdeutschen Musikakademie. 1984 wechselte er nach dem 1. Staatsexamen Lehramt an die Musikhochschule Freiburg und studierte Geographie und Musikwissenschaft an der Universität Freiburg im Breisgau. Es folgten freie Konzerttätigkeit sowie Produktionen mit dem Westdeutschen Rundfunk in Köln. 1989 wurde er Mitglied des RIAS-Kammerchores Berlin. Es folgten Meisterkurse bei William Workman und Siegfried Lorenz. 1991 wechselte er zum Rundfunkchor Berlin. Seine solistische Tätigkeit vervollkommnete er durch Zugehörigkeit zum Vokalquartett Drops und dem Ensemble Vokalzeit. Im Jahre 2005 gründete er zusammen mit Sören von Billerbeck den Filmchor Berlin.

## Tondokumente
- Barbershop Songs (LP Vokalquartett Drops, 1981)
- Chansons und Schlager für Herrenquartett (LP Vokalquartett Drops, 1983)
- O Täler weit, o Höhen – Volkslieder der Romantik (LP Vokalquartett Drops, 1987)
- Schlager und Chansons (CD Vokalquartett Drops, 1988)
- Drops... von der Rolle, Evergreens und Chansons (CD Vokalquartett Drops, 1993)
- Drops... unter der Laterne (CD Vokalquartett Drops, 1997)
- In einer kleinen Konditorei (CD Vokalquartett Drops, 1998)
- Adolf Fredrik Lindblad – Ausgewählte Lieder (CD Michael Timm (Bassbariton), 1999)
- O Täler weit, o Höhen – Deutsche Volkslieder der Romantik (CD Vokalquartett Drops, 2003)
- Fanny Hensel, Italienisches Reisealbum (Hybrid SACD Ensemble Vokalzeit, 2005)
- Klassikparodien (CD Ensemble Vokalzeit, 2006)
- Notturno – Volkslieder der Romantik (CD Ensemble Vokalzeit, 2008)
- Berliner Revue (CD Ensemble Vokalzeit, 2008)
- Berliner Tierleben (CD Ensemble Vokalzeit, 2012)
- Holy Night (CD Ensemble Vokalzeit, 2016)